# Ассоциация европейских профессиональных футбольных лиг
Ассоциация европейских профессиональных футбольных лиг (англ. Association of European Professional Football Leagues — EPFL) — европейская спортивная организация, объединяющая профессиональные футбольные лиги. Девиз — «Великий футбол делает великие дела» (англ. Great Football makes Great Things). Штаб-квартира — Ньон (Швейцария). Официальные языки — английский, французский и немецкий.
В 1997 году профессиональные футбольные лиги 12 стран — Австрии, Англии, Бельгии, Дании, Германии, Греции, Италии, Испании, Нидерландов, Португалии, Франции и Шотландии — учредили Европейский союз первых профессиональных футбольных лиг (англ. Association of the European Union Premier Professional Football Leagues — EUPPFL). 6 июня 2005 года на её базе была образована Ассоциация европейских профессиональных футбольных лиг. В том же году был подписан Меморандум о взаимопонимании между EPFL и УЕФА, согласно которому ассоциации лиг предоставили 4 места в Стратегическом совете УЕФА по профессиональному футболу.
В 2007 году в EPFL были приняты Российская футбольная Премьер-Лига и Профессиональная футбольная лига (как ассоциированный член). 11 января 2011 года ассоциированным членом Ассоциации стала Футбольная Национальная Лига.
В 2022 году из EPFL была исключена Российская футбольная Премьер-Лига.

## Задачи ассоциации
- Представлять профессиональные футбольные лиги Европы во всем вопросам, представляющим общий интерес;
- содействовать кооперации между членами;
- участие в работе комитетов УЕФА (в том числе в комитете по профессиональному футболу);
- защищать общие интересы профессиональных футбольных лиг Европы;
- содействовать обмену информацией между УЕФА и членами ассоциации;
- проводить выставки, семинары, конференции, учебные курсы;
- защита специфики, самобытности и самостоятельности профессионального футбола в Европе и мире.

## Структура ассоциации
Органы управления — Генеральная Ассамблея, Совет директоров (исполнительный орган), Администрация EPFL (орган управления), Президент и Генеральный директор.
Действуют ряд постоянных комитетов ЕПФЛ:
- Комитет по переходам и агентам игроков
- Комитет по обеспечению безопасности на стадионах
- Комитет по проведению соревнований
- Финансовый комитет
- Комитет по социальной ответственности

При EPFL работают совещательные органы: Футбольный, социальный и экономический форум (англ. Football, Social and Economic Forum) и комиссия по борьбе с насилием в профессиональном футболе (англ. Commission Against Violence in Professional Football).

## Члены ассоциации
На конец 2011 года ассоциация объединяла 30 организаций (в том числе 8 ассоциированных членов) из 23 стран Европы (в том числе 16 стран-членов Евросоюза), насчитывающих 771 профессиональный футбольный клуб (в том числе 360 клубов премьер-лиг и 411 клубов других дивизионов). Члены Ассоциации объединяют команды 41 дивизионов — 23 главных, 13 первых, 3 вторых и 2 третьих.
- Австрия Австрийская футбольная бундеслига (нем. Österreichische Fußball-Bundesliga)
- Англия Премьер-лига (англ. The Premier League)
- Бельгия Лига Жюпиле (фр. Jupiler Pro League)
- Болгария Профессиональная футбольная лига (болг. Професионалната футболна лига — Профилигата)
- Германия Футбольная Бундеслига (нем. Fußball-Bundesliga)
- Греция Греческая футбольная суперлига (греч. Σούπερ Λίγκα Ελλάδα)
- Дания Суперлига (дат. Superligaen)
- Италия Национальная профессиональная лига Серия A (итал. Lega Nazionale Professionisti Serie A)
- Испания Национальная футбольная профессиональная лига (исп. Liga Nacional de Futbol Profesional)
- Нидерланды Эредивизи (нидерл. Eredivisie)
- Норвегия Norsk Toppfotball (норв. Norsk Toppfotball)
- Польша Экстракласса (пол. Ekstraklasa)
- Португалия Португальская профессиональная футбольная лига (порт. Liga Portuguesa de Futebol Profissional)
- Сербия Суперлига Сербии (серб. Суперлига Србије)
- Словения Первая словенская футбольная лига (словен. Prva slovenska nogometna liga — Prva SNL)
- Украина Объединение профессиональных футбольных клубов Украины «Премьер-лига» (укр. Об’єднання професіональних футбольних клубів України «Прем’єр-ліга»)
- Финляндия Вейккауслиига (фин. Veikkausliiga)
- Франция Профессиональная футбольная лига (фр. Ligue de football professionnel)
- Швейцария Швейцарская суперлига (нем. Schweizer Super League)
- Швеция Шведская ассоциация элитного футбола (швед. Foreningen Svensk Elitfotboll)
- Шотландия Шотландская Премьер-лига (англ. Scottish Premier League)

## Ассоциированные члены
- Англия Футбольная лига (англ. The Football League)
- Италия
  - Национальная профессиональная лига Серия Б (итал. Lega Serie B)
  - Профессиональная лига Серия C (итал. Lega Pro)
- Нидерланды Федерация профессиональных футбольных организаций (нидерл. Federatie Betaald Voetbal Organisaties)
- Россия
  - Профессиональная футбольная лига
  - Футбольная Национальная Лига
- Турция Союз клубов (тур. Kulüpler Birliği)
- Франция Союз владельцев профессиональных футбольных клубов (фр. Union patronale des clubs professionnels de football)